# Rávdok

Spridning av sjöar med namnen Rödingsjön, Rödingträsket, Rödingtjärn, Rödingstjärn, Rautujärvi, Raudok, Raudoksjöarna, Rautojaure et cetera i Sverige

Rávdok (Raudok) är två sjöar omkring två kilometer ifrån varandra invid sydöstra stranden av Riebnes i Arjeplogs kommun i Lappland som ingår i Skellefteälvens huvudavrinningsområde. De ligger i Hornavan-Sädvajaure fjällurskog Natura 2000-område.
Namnet är samiskt och kan på svenska översättas med Rödingsjön.
- Raudok (Arjeplogs socken, Lappland, 737166-156620), sjö i Arjeplogs kommun, 66°26′15″N 17°17′44″Ö / 66.4375°N 17.2956°Ö (12,8 ha)
- Raudok (Arjeplogs socken, Lappland, 737509-156642), sjö i Arjeplogs kommun, 66°27′53″N 17°18′05″Ö / 66.4648°N 17.3015°Ö (33,3 ha)